# 拉古納韋爾德火山

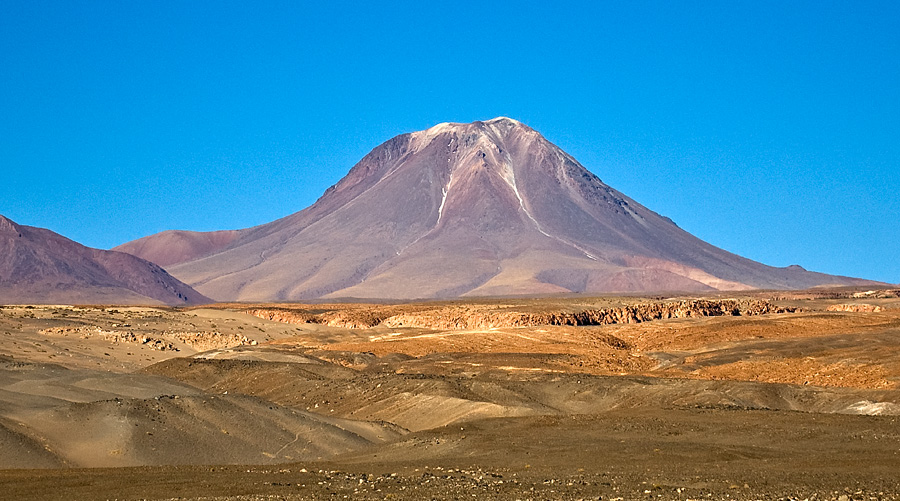

23°15.24′S 67°42.76′W / 23.25400°S 67.71267°W
拉古納韋爾德火山（西班牙語：Laguna Verde），是智利的火山，位於阿塔卡馬鹽沼以東、阿卡馬拉奇火山以西、阿瓜斯卡連特斯火山和拉斯卡爾火山以北，屬於安第斯山脈的一部分，海拔高度5,412米。